# Élections partielles québécoises de 2002
Les élections partielles québécoises de 2002 se déroulent dans cinq circonscriptions à deux dates différentes :
- L'élection partielle québécoise du 15 avril 2002, dans la circonscription de Saguenay.
- Les élections partielles québécoises du 17 juin 2002, dans les circonscriptions de Vimont, de Berthier, de Lac-Saint-Jean et de Joliette.

Tous les députés élus à la suite de ces élections partielles étaient des primo-députés et, à l’exception de Lac-Saint-Jean, issus de l'Action démocratique du Québec. Pour la première fois ce parti obtient d'autres députés que Mario Dumont à l'Assemblée nationale. Ces quatre députés ont été défaits lors de l'élection générale suivante.